# Кіжинга
Кіжинга (рос. Кижинга) — село Кіжингинського району, Бурятії Росії. Входить до складу Сільського поселення Кіжингинський сомон.
Населення —  6376 особи (2021 рік).
Засноване 1915 року.